# Мусабазари
Мусабазари — один из четырёх родов племени среднеазиатских тюрок, вошедших в состав узбеков.

## Происхождение
Сведений о происхождении этого племени, а также о времени обоснования его на южных склонах Гиссарского хребта немного. Вероятно, что в формировании мусабазари, как и кальтатаев, приняли участие ранние тюркские племена и горные таджики.
Как они сами, так и окружающее их население причисляло мусабазари к тюркам.
Объяснение этого этнонима самими его носителями самое примитивное: родоначальником был некий Муса или Мусабай, который очень любил ездить на базар и когда спрашивали у его домашних, где хозяин, те неизменно отвечали, что Муса уехал на базар. Б.Х. Кармышевой зарегистрированы следующие названия родовых и территориальных групп мусабазари: чори, кулоби, юльмо, кальтатай, таджик, ортабузи, калаиджаври, дегой.
В некоторых работах мусабазари упоминаются в числе племён смешанного монгольского и тюркского происхождения.

## Расселение
Мусабазари были зафиксированы только на южных склонах Гиссарского хребта, в основном между реками Ханакадарьи и Обизаранг, преимущественно в высоких частях предгорий и в горах. В начале XX в. в бассейне верхнего течения Ханакадарьи, Каратагдарьи и Обизаранга зарегистрировано всего 30 кишлаков мусабазари. Наиболее крупными из них были Анджир, Аннаходжа, Асбаб, Бештеппа, Гульхас, Камбар, Таллик, Ташабад и др. Мусабазари, подобно остальным группам тюрков, неоднократно переселялись из Хисара в Шахрисабз и обратно в поисках мест, где можно было продолжать заниматься своим традиционным занятием — овцеводством.
Барласы, кальтатаи, тюрк-карлуки жили по склонам гор ниже мусабазари, ближе к городским центрам, отчего больше общались с окружающим населением. Мусабазари жили глубже в горах, более изолированно. Остальные тюрки считали их более тёмными, неотёсанными и относились к ним с некоторым пренебрежением. Это даёт основание предположить, что скорее всего мусабазари — остатки одной из наиболее ранних частей кочевых тюркских племён Маварауннахра, оттеснённых в горы.